# Ёркин, Николай Тимофеевич
Никола́й Тимофе́евич Ёркин (азерб. Nikolay Timofeyeviç Yorkin; 15 января 1912, Астрахан-Базар, Бакинская губерния — 11 апреля 1970, там же) — советский азербайджанский хлебороб, Герой Социалистического Труда (1950).

## Биография
Родился 15 января 1912 года в селе Астрахан-Базар Ленкоранского уезда Бакинской губернии (ныне город Джалилабад Джалилабадского района Азербайджана).
С 1935 года колхозник, звеньевой, бригадир колхоза имени Ленина, с 1957 года рабочий совхоза имени Рухуллы Ахундова. В 1949 году получил урожай пшеницы 30,4 центнеров с гектара на площади 25 гектаров.
Указом Президиума Верховного Совета СССР от 17 августа 1950 года за получение высоких урожаев пшеницы в 1949 году Ёркину Николаю Тимофеевичу присвоено звание Героя Социалистического Труда с вручением ордена Ленина и золотой медали «Серп и Молот».
Активно участвовал в общественной жизни Азербайджана. Член КПСС с 1940 года.
Скончался 11 апреля 1970 года в городе Джалилабад.